# Вівсяницька сільська рада
Вівсяницька сільська рада — колишній орган місцевого самоврядування у Козятинському районі Вінницької області. Адміністративний центр — село Вівсяники.

## Загальні відомості
Вівсяницька сільська рада утворена в 1921 році.

## Населені пункти
Сільській раді були підпорядковані населені пункти:
- с. Вівсяники
- с. Мухувата

## Склад ради
Рада складалася з 12 депутатів та голови.

### Керівний склад сільської ради
| ПІБ                            | Основні відомості                                                                       | Дата обрання | Дата звільнення |
| ------------------------------ | --------------------------------------------------------------------------------------- | ------------ | --------------- |
| Трофимчук Галина Володимирівна | Сільський голова, 1958 року народження, Всеукраїнське об'єднання «Батьківщина»          | 26.03.2006   | 31.10.2010      |
| Ціпцюра Тетяна Василівна       | Сільський голова, 1965 року народження, освіта середня спеціальна, член Партії регіонів | 31.10.2010   |                 |

Примітка: таблиця складена за даними джерела